# Leila Leal Bittencourt
Leila Rosana Leal Bittencourt é uma modelo que venceu os concursos de Miss Rio Grande do Sul Mundo e de Miss Brasil Mundo e foi semifinalista do Miss Mundo em 1985.